# Библиотека украјинске литературе у Прњавору
Библиотека украјинске литературе у Прњавору је позајмна библиотека која се налази у склопу Културно-духовног центра Украјинаца у Прњавору, Република Српска, БиХ, отворена 1990. године. Налази се на адреси Проте Ненадовића бр. 1 у близини Украјинске гркокатоличке цркве Преображења Господњег.

## Културно–духовни центар Украјинаца
Место окупљања и деловања Украјинаца у Прњавору је Украјинска гркокатоличка црква Преображења Господњег која је обновљена 2000. године, након рушења 90-их година прошлог века. Осим ње Украјинци који живе на овим просторима имају још једну установу намењену својим активностима. У непосредној близини цркве 1990. године отворен је највећи центар Украјинаца у тадашњој Босни и Херцеговини.
У центру је смештен украјински етно–монографски–историјски музеј у коме су изложени предмети, углавном алатке, које су Украјинци донели са собом приликом досељавања.

## Библиотека украјинске литературе
У комплексу Културно-духовни центар Украјинаца смештена је и библиотека украјинске литературе. Овде се одржавају бројне културне манифестације и курсеви украјинског језика.
Црква и удружења су та која окупљају Украјинску мањину и организују разна дружења, брину се о информативној делатности, набабља се штампа и литература на украјинском језику како матерњи језик не би пао у заборав.